# Uarini
Uarini, offiziell Município de Uarini, ist eine brasilianische Kleinstadt in der Region mittlerer Rio Solimões. Sie liegt am Rio Uarini, der hier in etwa einem Kilometer Entfernung parallel zum Rio Solimões läuft. Bekannt ist die Stadt für ihr Maniokmehl, was ihr auch den Namen „Cidade de Farinha“ einbrachte.

## Geschichte
Die Region am mittleren Solimões ist seit mindestens 3000 Jahren besiedelt, wie Ausgrabungen im Floresta Nacional de Tefé belegen. In der kolonialen Geschichte gehörte Uarini zum Gebiet von Tefé, wo zunächst der Jesuit Samuel Fritz im Auftrag der spanischen Krone eine Missionsstation gründete. Nach der Eroberung durch die Portugiesen im Jahr 1709 gehörte die Region zu Grão Pará und nach dessen Anschluss zum brasilianische Kaiserreich. 1921 wurde Uarini zunächst zu einem Distrikt im Munizip Tefé und erst 1981 zu einem selbstständigen Munizip.

## Geografie
Uarini liegt im brasilianischen Teil des Amazonasbeckens zwischen Manaus und der peruanischen Grenze. Mit 2 Grad und 59 Minuten südlicher Breite liegt die Stadt nahe am Äquator. Das Klima ist tropisch und entspricht der Einteilung Am/Af nach Köppen und Geiger. Die Lage am Weißwasserfluss Rio Solimões bedeutet regelmäßige Überschwemmungen mit Sedimentablagerungen und damit fruchtbare Böden.

### Lage
Auch wenn sich der Sitz des Munizips auf der rechten Seite des Rio Solimões befindet, reicht das ländliche Gebiet links des Rio Solimões bis zum Rio Japurá und dem Paraná do Aranapu, der den Rio Solimões und den Rio Japurá schon einmal 50 Kilometer flussaufwärts vor dessen Einmündung in den Solimões verbindet. Der Zugang ist nur zu Wasser möglich und führt über einen Brackwasserarm des Solimões. Die Nachbarstädte sind Alvarães, Juruá, Fonte Boa und Maraã. Zentren der Region sind Tefé und Coari.
Mit 17 weiteren Munizipien in Amazonas liegt die Gemeinde vollständig im Biotopverbund Corredor Central da Amazônia (CCA).

## Bevölkerung
Laut der Volkszählung von 2010 lebten im Munizip 11.891 Menschen, davon 6795 im urbanen Bereich, 5096 in ländlicher Umgebung. Im Gemeindegebiet liegen zwei Terras Indígenas, zwei weitere reichen in das Gemeindegebiet hinein. In den Reservaten leben Angehörige der Kambeba (Omagua), der Tikuna, der Karaüana, der Miranha, der Mura, der Witoto und der Kulina.

## Ethnische Zusammensetzung
Ethnische Gruppen nach der statistischen Einteilung des IBGE (Stand 2000 mit 10.254 Einwohnern, Stand 2010 mit 11.891 Einwohnern):
| Gruppe      | Anteil 2000 | Anteil 2010 | Anmerkung                        |
| ----------- | ----------- | ----------- | -------------------------------- |
| Brancos     | 1.531       | ▲ 2.177     | Weiße, Nachfahren von Europäern  |
| Pardos      | 8.140       | ▼ 7.764     | Mischrassige, Mulatten, Mestizen |
| Pretos      | 182         | ▲ 1.364     | Schwarze                         |
| Amarelos    | 30          | ▲ 97        | Asiaten                          |
| Indígenas   | 201         | ▲ 489       | indigene Bevölkerung             |
| ohne Angabe | 169         | –           |                                  |

## Wirtschaft
Die Wirtschaft ist geprägt von der Landwirtschaft und dem Handel für den lokalen Bedarf. Eine besondere Bedeutung kommt dabei dem Farinha zu, dem Uarini nicht nur den „Spitznamen“ zu verdanken hat. Farinha gilt in ganz Brasilien als Grundnahrungsmittel. Das gelbe Farinha vom Amazonas ist zudem schmackhafter, sodass es nicht zu Farofa weiterverarbeitet werden muss. Und besonders die in Uarini produzierte Variante „Ovinho“ ist mittlerweile landesweit auch bei Spitzenköchen beliebt.